# James Henry Anderson
James Henry Anderson est un éditeur américain qui a créé le New York Amsterdam News, journal destiné à la population afro-américaine, le 4 décembre 1909.